# Производство на компютърна и комуникационна техника, електронни и оптични продукти
Производството на компютърна и комуникационна техника, електронни и оптични продукти е един от 34-те подотрасъла на преработващата промишленост в Статистическата класификация на икономическите дейности за Европейската общност.
Секторът обхваща производството на компютри и периферни устройства, далекосъобщителна техника, битови, измервателни и оптични уреди, както и електронни компоненти за сглобяването им.
В България около 2019 година секторът произвежда продукция за 1,8 милиарда лева, а броят на заетите е около 14 хиляди.